# Goera calcarata
Goera calcarata là một loài trong họ Goeridae. Chúng phân bố ở miền Tân bắc.